# Аллан, Джед
Джед Аллан Браун (англ. Jed Allan; 1 марта 1935, Нью-Йорк — 9 марта 2019) — американский актёр кино, телевидения и театра.

## Биография
Его отец был профессиональным музыкантом. Предками Аллана были украинцы по фамилии Барановские, эмигрировавшие в США в 1910 году. От них актеру досталась вторая фамилия Браун. В детстве Джед мечтал пойти по стопам отца, позднее задумывался о карьере радиоведущего. Окончил университет (факультет драматического искусства).
Благодаря яркой внешности и высокому росту (191 см) фактурный актёр без проблем нашёл себе применение на экране и сцене.
Аллан известен прежде всего как актёр сериалов. Дебютировал в роли Эйса Хаббарда в мыльной опере канала CBS «Любовь к жизни» в 1964 году. Далее последовала работа в сериале «Тайная буря», где Джед воплотил образ профессора колледжа Пола Бриттона. Наибольшую популярность ему принесла роль патриарха семейства Кепвеллов СиСи в телесаге «Санта-Барбара». Также к успехам актёра можно отнести роли в сериалах «Лесси», «Дни нашей жизни» (два года подряд Лучший актёр мыльных опер по версии Soapy Awards, номинация на Дневную премию «Эмми») и «Беверли-Хиллз 90210».
В 1997 году появился во французской комедии «Арлетт» в роли импозантного американца.

### Личная жизнь
В 1958 году женился на дизайнере Тоби Браун. У пары трое сыновей — Митч, Дин и Рик. Супруга ушла из жизни в 2001 году. Джад Аллен проживал в Палм Дезерт, что в Южной Калифорнии. Увлекался музыкой (рояль и банджо), путешествиями, игрой в боулинг и гольф. Умер 9 марта 2019 года, через восемь дней после своего 84-го дня рождения.

## Избранная фильмография
| Год       |   | Русское название         | Оригинальное название | Роль            |
| --------- | - | ------------------------ | --------------------- | --------------- |
| 1968      | ф | Полярная станция «Зебра» | Ice station Zebra     | Питер Костиган  |
| 1968—1969 | с | Лесси                    | Lassie                | Скотт Тёрнер    |
| 1970—1973 | с | Адам-12                  | Adam-12               | Рено Уэст       |
| 1986—1993 | с | Санта-Барбара            | Santa Barbara         | СиСи Кэпвелл    |
| 1994—1999 | с | Беверли-Хиллз, 90210     | Beverly Hills, 90210  | Раш Сандерс     |
| 1997      | ф | Арлетт                   | Arlette               | Уайд            |
| 2011—2012 | с | Бухта                    | The Bay               | Гарольд Джонсон |